# Kommittén för kristen beredskap
Kommittén för kristen beredskap var en kommitté bestående av representanter från svenska kristna samfund som verkade under andra världskriget från 1940 till 1945.

## Historik
År 1940 initierade Svenska Missionsförbundets Ungdom (SMU) frågan om en kristen beredskap. Den 7 maj samma år hölls sammanträde med SMU samt författaren Harry Blomberg. Harry Blomberg ville vidga verksamheten, och ett sammanträde sammankallades till dagen därpå utifrån medlemslistan för Hjälp Krigets Offer. Vid sammanträdet deltog SMU:s och Missionsförbundets representanter, Harry Blomberg samt representanter för Svenska kyrkan, Baptistsamfundet, Svenska metodistkyrkan, EFS, Pingströrelsen, Frälsningsarmén, Svenska frälsningsarmén, KFUM, KFUK och Förbundet för kristet samhällsliv. Kommitténs arbete kom att från första början ha en tydlig ekumenisk prägel. En interimskommitté på sju personer tillsattes där Harry Blomberg och SMU-sekreteraren Richard Larsson adjungerades. Kommittén fick sammansättningen Axel Andersson (ordförande), Tord Ström (vice ordf.), Elsa Cedergren,  Efraim Almgren, Lewi Pethrus, baptistpastorn Edvin Ryde och frälsningsofficeren Johan Hillborg.
Kommittén beslöt att sända Harry Blomberg och fru Ester Lutteman (KFUK) på var sin föredragsturné samt att sända ett upprop till Sveriges kristna ledare. I föredragsturnén ingick att samla in ekonomiska medel till de inkallades familjer samt att bilda lokala kristna samarbetskommittéer och i övrigt främja lokala initiativ. Kommittén såg som sina huvuduppgifter att åstadkomma en "kristen beredskap" genom att engagera de kristna församlingarna. Landets kristna skulle väckas till engagemang och deras frivilliga arbete skulle kanaliseras genom de lokala samarbetskommittéerna och stödja myndigheterna och bidra till de inkallades familjers försörjning. Inte minst ville man samarbeta med den nystartade Folkberedskapens ortsnämnder och ortsombud.
Två veckor efter kommitténs bildande skapade Svenska kyrkans Diakonistyrelse ett utskott för den andliga beredskapen. I juni 1940 inbjöds Kommittén för kristen beredskap av detta utskott att samarbeta om ”Den inre beredskapens dag”, med program på Skansen. Det förekom samarbetssvårigheter mellan det svenskkyrkliga utskottets representanter och de inbjudna frikyrkliga representanterna, men efter förhandlingar bildades en samarbetskommitté för planeringen av dagen. Den bestod av tre representanter vardera från kyrkans utskott och Kommittén för kristen beredskap. Efter evenemanget hade en ekonomisk förlust uppstått, vilken delades lika mellan de båda organisationerna. Förlusten täcktes för Kommitténs för kristen beredskap del av de insamlade medlen från föredragsturnén. Resterande pengar fördelades på de deltagande organisationerna i kommittén. Harry Blomberg fick då anses representera Oxfordgrupprörelsen och uppfattningen att medel även skulle fördelas till den organisationen.
Den konflikt som uppstått i samband med Den inre beredskapens dag och åter kom till ytan i samband med att samarbetskommittén formellt avvecklades den 14 september 1940, utgjorde bakgrund till att Kommittén för kristen beredskap valde att upplösas. Den nybildades den 8 oktober 1940 utan svenskkyrklig representation. Medlemmarna hörde istället till de samfund och ungdomsrörelser som var anslutna till Frikyrkliga samarbetskommittén och Frikyrkliga ungdomsrådet. Kommittén antog i november 1940 ett program för kristen beredskap.
Kommittén för kristen beredskap verkade i den andliga beredskapens anda, och hade som yttersta mål att bidra till att göra folket uthålligt, motståndskraftigt och moraliskt starkt i en tid av hotande krig och kris. Den upplöstes den 7 december 1945. Eventuella överblivna medel skulle överlämnas till Estniska missionskommittén. Runt om i landet hade det bildats frikyrkliga samarbetskommittéer.